# 神楽ちづる
神楽ちづる（かぐら ちづる）は、SNK（SNKプレイモア）の対戦型格闘ゲーム『ザ・キング・オブ・ファイターズ』シリーズに登場する架空の人物。
またここでは、双子の姉である神楽マキ（かぐら マキ）や、彼女たちが使用する流派「神楽（八咫）流古武術」についても表記する。

## キャラクター設定
『ザ・キング・オブ・ファイターズ』（以下『KOF』と表記）シリーズの第3作目である『KOF'96』（以下『'96』と表記）より登場した神楽（八咫）流古武術の後継者（護りし者、または護る者）。「神楽」というのは偽名（表向きの姓）で、本名は「八咫ちづる（やた ちづる）」（公式表記はひらがなである）。草薙家が「草薙剣」を、八神（八尺瓊）家が「八尺瓊勾玉」を守護するように、神楽（八咫）家も三種の神器の1つである「八咫鏡」を守護する一族である。神楽家の当主は代々、一卵性双生児の女性が継ぐことになっている。性格は落ち着いており気品があるため、二人よりはしっかりしているが、稀にドジを踏んだりするなど、彼女自身もどこか抜けている面が見られる。
双子の姉以外の家族構成については不明だが、雑誌『ネオジオフリーク』誌上では「ちづるがKOFに参加している間、ペットのチーちゃんの世話は誰がしているのか」という質問の答えとして、「主に祖母かもしれない」という旨の回答がされたことがある。
神楽家は、草薙家と八神家の660年の長きにわたる因縁の争いを知りつつ、そのどちらにも加担することは無かった。草薙と八神の戦いが無意味なものであると考えていたためである。現代においても、当主であるちづるもまた草薙京と八神庵の争いを好ましいものと考えておらず、2人に対し、三種の神器の宿命を背負う者として、本来の宿命に目覚め、オロチ打倒のために因縁を超えて手を組むよう度々諭している。しかし、2人の争いは「家同士の確執」とは関係無く、「京と庵個人の因縁」に過ぎず、2人の因縁の前にオロチや神器の宿命などという話は、無縁どころかむしろ迷惑な物でしかないために、庵は勿論、ある程度は理解を示す京にも拒絶されている。
『'96』ではオロチ四天王の1人であるゲーニッツによって双子の姉のマキが殺害されて、オロチの封印が解かれて活動を再開したオロチ一族に対抗できるだけの力を持った人材を集めるために格闘大会「ザ・キング・オブ・ファイターズ」を開催、決勝戦の後に彼等の力試しを行う（ゲーム上の立場は3人を相手にひとりで闘う「中ボス」）。その後、突如会場に現れたゲーニッツと対決し、彼を倒した。
ネオジオのカートリッジ版ではプレイヤーキャラクターとして使用することはできない。しかしCD-ROM版では隠しコマンドで使用が可能。
『KOF'97』（以下『'97』と表記）ではオロチとの決戦のためにKOFを再び開催、今度は一般の挑戦者として出場する。その中でオロチ四天王の残り3人（七枷社、シェルミー、クリス）によって復活したオロチと対決。草薙京と八神庵ともども三神器の末裔たちによって、オロチの封印に成功する。
オロチ封印後は表立った活動はせずオロチの封印の監視をしていたが、『KOF2003』（以下『2003』と表記）にて突如KOFを開催する。しかし、それは「彼の地より出づる者」の1人である牡丹に操られての行為であった。結果的にオロチが解放されてしまい、その際に負傷をした時、アッシュ・クリムゾンにより神器の力を強奪されてしまう。幸い命に別状はなかったものの、神器の力を奪われた今では京と庵を対等に話せる立場ではないと感じて、2人のことをよく知っている矢吹真吾が後のことを引き受けた。その後、『KOF XIII』でアッシュが消滅したことにより力を取り戻した。そのため『XIV』ではバースの影響によってふたたびこの世に現れたオロチを察知し、京・庵と共にこれに対応した。
『XV』では京と庵と共に三種の神器チームとしてKOFに出場。
小説版（著者：嬉野秋彦）では、『'97』にて危険な場所で闘い続けようとする京と庵を止めることが出来ず、そのまま置き去りにしたこと（その後、2人は行方不明になった）を後悔しながら生きていたが、『KOF'98』（『〜遺された者たち〜』）で二階堂紅丸の依頼を受けて紅丸、真吾とチームを組んでKOFに出場している。何度か紅丸に口説かれているが、やんわりとあしらっている。ただ、この時のちづるの様子は満更でもないように受け取ることもでき、嬉野がバックストーリーを監修している『KOF XII』においては、紅丸のバックストーリーでちづると紅丸がデートをしている。また、同作では紅丸に京のことを頼んでいる。
旧SNK時代に発売された『'97』のドラマCDでは真吾にも一目惚れされており、山崎竜二に襲われた際には身を挺して庇ってくれたことがあった。
製作者のイメージは『あしたのジョー』の白木葉子であるらしい。初期設定では草薙・八神の両名と同じく炎の技を使うキャラクターの予定であった。なお、設定画には「唇に火種か何かを付けていて、それを触ってから技を出す」という旨の記載がある。
好みの男性のタイプはSMAPのメンバー・香取慎吾。小説版では矢吹真吾に対して「名前は好き」と冗談めかした発言をしている。
神楽（八咫）家の家自体は然程大きくはないものの、政界等に幅広いコネを持っている家系であるらしい。
CDドラマ版『'97』のおまけではずるく、我儘な性格が描かれている。また、15階から普通に入ったり湯船から現れたりなど突飛な行動を普通にとる一面も有る。
恋愛ゲームである『Days of Memories』シリーズの『Days of Memories 2 〜僕の一番大切な君へ〜』ではヒロインの1人として登場している。

## 神楽マキ
本名は「八咫マキ（やた マキ）」（神楽姉妹の名前は「千鶴」と「万亀」で「鶴は千年亀は万年」に由来するが、公式表記はカタカナで「マキ」である。正式に名前が発表されたのは『2003』だが、『'97』の小説版においてちづるの姉の名前が「まき」であると設定されている）。ちづるの双子の姉だったが、突如現れたオロチ四天王の1人・ゲーニッツによって殺害されてしまう。その結果、片割れを失った八咫鏡の力が一時的に弱まり、オロチの封印は解放される。『'96』で三種の神器チーム（京・庵・ちづる）を使用時、決勝戦に登場する「神楽」は姉である彼女ということになっている。
『2003』ではちづると共に（無界ルートでの）中ボスとして登場。既に死亡しているため、「八咫鏡」によって限界まで能力を引き出されたちづるの「鏡の力」による幻影として現れる。
当初はちづると区別するため髪型をショートヘアに変える案もあったが、結局はちづると瓜二つの姿で登場している。ただ、公式絵では額に垂れている前髪の本数がちづるは1本、マキは2本になっており、ゲーム上のグラフィックでもそれがきちんと表現されている。ちづるよりかなり強力な技を持つため、彼女に交代したかどうかによってクリアの難易度がかなり違ってくる。『KOF '98 ULMATE MATCH Online』ではそれだとわかりづらかったせいか、ちづるの服の色が白で、マキの服の色は水色（『'96』でのちづるの2Pカラー仕様）になっている。
『Days of Memories 2 〜僕の一番大切な君へ〜』では存命しており、登場する。シナリオによっては『KOF』同様ゲーニッツによって傷を負ってしまう（その後の生死は不明）。

## 神楽流古武術
本来は「八咫流古武術」であるが、オロチ一族から正体を隠すために現在は「神楽流古武術」を名乗っている。
古武術を名乗ってはいるものの、その本質はどちらかといえば踊りに近いとされ、相手の技を封じたり幻惑させる呪術に長ける。技を出す際に残像を発することがあるが、これは八咫の鏡の力の成せる業であろう。神楽流の技には、ほとんどの物が「○○活」と付けられている。草薙流・八神流と同じく○○の中には数字が入っているが、一部の特殊技については草薙流・八神流の「外式」に対し「除活」となり、その後に同じ漢字が2つ繋がっている。

## ゲーム上の特徴
幻影を出現させる技が多種存在し、攻撃した際自分が攻撃したのか幻影が攻撃したのか相手を惑わせることが出来る。また、それを利用した固めが戦術にも多く取り入れられている。相手の必殺技を封印する超必殺技も存在する。

## 技の解説
カッコ内の名前は使用者を表す。

### 通常投げ
令月〔れいげつ〕（ちづる）
回天〔かいてん〕（ちづる（オロチ編）、マキ）

### 特殊技
除活・錚錚〔そうそう〕（ちづる）
片腕を大きく振り回して手刀を振り下ろす。
除活・瑲瑲〔そうそう〕（ちづる）
ステップして接近し、相手に背を向けながら蹴りを入れる。
除活・淙淙〔そうそう〕（ちづる）
スライディングキック。
除活・鴇鴇〔ほうほう〕（ちづる）
地上ふっ飛ばし攻撃（『2003』では必殺技）。その場に屈みこんだ後、立ち上がりつつ後ろ蹴りを繰り出す。
除活・寶寶〔ほうほう〕（ちづる）
空中ふっ飛ばし攻撃。空中から両足を揃えて蹴り飛ばす。
除活・蔽蔽〔へいへい〕（マキ）
前に進みながらの振り下ろしパンチの二段技。追撃可能。
除活・幣幣〔へいへい〕（マキ）
前に進みながらキックの二段技。
除活・箆箆〔へいへい〕（マキ）
スライディングキックからの二段技。

### 必殺技
九拾四活・洛水の神亀〔らくすいのじんき〕（マキ）
相手をつかんだ後に身を翻しつつ叩きつけて、ちづるを呼び出して攻撃させる（ネスツ編におけるストライカーのような）技。
百活・天神の理〔ひゃっかつ てんじんのことわり〕（ちづる）
分身して片腕を振り上げながら舞い上がる。舞い上がっているのは弱は分身、強は本人。
百八活・玉響の瑟音〔ひゃくはっかつ たまゆらのしつね〕（ちづる）
光る平手を振り下ろして飛び道具を跳ね返す技だが、直接攻撃にも使える。強の場合は一回転してから手を振り下ろす。
弐百拾弐活・神速の祝詞〔にひゃくじゅうにかつ しんそくののりと〕（ちづる）
分身して踏み込み、平手を振り上げるか手刀を横に振るかして攻撃する。『2003』では攻撃方法ごとにコマンドが分けられ、それぞれ技名に「打ち上げ」「叩き付け」と注釈されている。
弐百拾弐活・神速の祝詞 天瑞〔てんずい〕（ちづる）
「神速の祝詞」から、追加で飛び込み手刀を繰り出すか「玉響の瑟音」と同じ動作（手は光っていない）で攻撃する。『2003』では技名から「神速の祝詞」が省かれている。
弐百拾弐活・甲式 神籬の霊璽〔ひもろぎのれいじ〕（マキ）
相手方向にジャンプして、背後に回ってから跳び蹴りで攻撃する。
弐百拾弐活・甲式 磐境の産土〔いわさかのうぶすな〕（マキ）
少し浮いてから斜め下へと移動する分身を飛ばす技。
弐百拾弐活・乙式 頂門の一針〔おつしき ちょうもんのいっしん〕（ちづる）
『'97』から使用。分身して低空を跳び、平手を叩き付ける。
弐百拾弐活・丙式 足魂の警蹕〔たるむすびのけいひつ〕（マキ）
笑いながら攻撃をしない分身を飛ばすフェイント用の技。
弐百拾弐活・丙式 榊の切麻〔さかきのきりぬさ〕（マキ）
こちらも笑いながらマキ自ら移動するフェイント用の技。
裏面百活・神祗の理〔じんぎのことわり〕（マキ）
ちづるの「天神の理」と同じモーションだがヒット数が格段に違う、斜め上方に分身を飛ばす技。分身がヒットした際に「打ち上げ→叩き付け→踏みつけ」の三段技に発展する。
裏面百八活・五百箇の楽〔いおつのうたまい〕（マキ）
ちづるの「玉響の瑟音」と同じモーションの技。どちらも笑いながら弱は移動後に攻撃する分身を飛ばし、強は自分が移動した後に攻撃する。
裏面弐百拾弐活・御神楽の誄詞〔みかぐらのしのびごと〕（マキ）
ちづるの「神速の祝詞」の様に分身を横に飛ばす技。分身がヒットした際に「叩き付け→打ち上げ→叩き付け→土下座しているように見える追撃（ガード不可）」の連続攻撃に発展する。
裏面弐百拾弐活・御神楽の詔刀言〔みかぐらののりとごと〕（マキ）
こちらも「神速の祝詞」のように分身を飛ばす必殺技。分身を飛ばす瞬間に隙が出来る。

### ストライカー動作
裏面百活・天神の理〔てんじんのことわり〕（ちづる）
ドリームキャスト版『KOF'99 EVOLUTION』（以下『'99EVO』と表記）でのストライカー動作。ジャスティス版が使用する。
裏面拾参活・三籟の布陣〔さんらいのふじん〕（ちづる）
ドリームキャスト版『'99EVO』でのストライカー動作。ダーク版が使用する。
捧活・簸帝之礼舞〔はていのれいぶ〕（ちづる）
『KOF2000』でのストライカー動作。一定時間踊り、味方の体力を回復する。踊りの終わり際に攻撃判定が存在する。

### 超必殺技
裏面壱活・三籟の布陣〔りめんいっかつ さんらいのふじん〕（ちづる、マキ（『2003』））
鏡の力で生まれた分身を相手側に突進させる技。オロチ編では本体の方は自由な行動が可能だったが、『2003』では動けなくなり、その場に立ったままである。マキが使用する場合は甲高い高笑いをしながら攻撃し、オロチ編でのちづると同様自由に動ける上、ちづるよりもヒット数が大幅に増える。
裏面八拾伍活・零技の礎〔りめんはちじゅうごかつ れいぎのいしずえ〕（ちづる）
拳から光を発し、ヒットした相手の技を封じる。画面上でキャラクターの体が光っている間は特殊技・必殺技・超必殺技（MAX版、リーダー超必殺技を含む）を放つことが出来なくなる。マキ（『2003』）は自分ではこの技を使わず、（さながらストライカーのように）ちづるを呼び出して使用させる。
三神技之参〔さんじんぎのさん〕（リーダー超必殺技（『2003』）、ちづる）
ちづるの2つの超必殺技を組み合わせたような技。まず「三籟の布陣」で相手を怯ませ、その後「零技の礎」で攻撃する。相手の技を封じる効果は「零技の礎」より多少長い程度。
『'97』当時、開発者は「三神技之弐、参は存在しない（一部媒体では、「三神技は全て草薙流の技である」）」と発言している。

## 登場作品
- ザ・キング・オブ・ファイターズ'96 - '98
  - ちづるのみだが、『'96』にて三種の神器チーム操作時には設定上マキも登場（ただし、名前の表記自体は「ちづる」）[注 5]。
- ザ・キング・オブ・ファイターズ'99 EVOLUTION
  - ちづるのみ。ドリームキャスト版独自のエキストラストライカーとして登場。
- ザ・キング・オブ・ファイターズ2000
  - ちづるのみ。不知火舞のアナザーストライカーとして登場。
- ザ・キング・オブ・ファイターズ2003
  - ちづるは三種の神器チームとして登場し（アーケード版では隠しキャラクターだが、家庭用では最初から使用可能）、マキはちづると共に無界ルートの中ボスとして登場。
- ザ・キング・オブ・ファイターズ XV
  - ちづるのみ[5]。
- Days of Memories 2 〜僕の一番大切な君へ〜
  - ちづるがヒロインとして、マキはサブキャラクターとして登場。
- クラッシュフィーバー
  - ちづるがコラボキャラクターして登場。
- 背景出演
  - ザ・キング・オブ・ファイターズ'94 RE-BOUT
  - ザ・キング・オブ・ファイターズ'2002 UNLIMITED MATCH（ちづるのみ）

## キャスト

### 担当声優
- 神楽ちづる
  - 斉藤亜紀子（『'96』 - 『'99 EVOLUTION』）
  - 須川由紀子（『2003』）
  - 大原さやか（『THE KING OF FIGHTERS: WORLD』、『THE KING OF FIGHTERS ALLSTAR』、『XV』[5]）
  - 寺門真希（実写映画版『ザ・キング・オブ・ファイターズ』日本語吹き替え）
- 神楽マキ
  - 猪砂和世

### 担当俳優
- フランソワーズ・イップ（実写映画版『ザ・キング・オブ・ファイターズ』）

## テーマ曲
- Fairy（'96）
- Fairy（'98、女性格闘家チーム）
- Fairy（2003、神楽ちづる）
- Sacredness〜Fairy（2003、神楽マキ）
- ちづるのテーマ（DoM2）

## 関連人物
- 草薙京 - 三種の神器一族の末裔の1人・払う者、三種の神器チームのチームメイト
- 八神庵 - 三種の神器一族の末裔の1人・封ずる者、三種の神器チームのチームメイト
- 矢吹真吾 - 自称：京の1番弟子、『KOF XI』でちづるの代わりに京と庵とでチームエントリーする
- 不知火舞 -『KOF'97』 『KOF'98』でのチームメイト。『KOF 2003』で姉のマキのことを聞いたことがあった模様。
- キング -『KOF'97』 『KOF'98』でのチームメイト
- ゲーニッツ - 三種の神器一族の宿敵、双子の姉のマキを殺害
- オロチ - 三種の神器一族の宿敵
- 牡丹 - ちづるを操り、オロチの封印を解く
- アッシュ・クリムゾン - ちづるから神楽（八咫）一族の力を奪う
- KUSANAGI - 「八咫の鏡」で作り出した幻影